# La Strada (Graz)
La Strada ist ein neuntägiges internationales Straßen- und Figurentheater-Festival in Graz mit im Durchschnitt 100.000 Besuchern je Jahr. Es findet seit 1997 jedes Jahr im August an verschiedenen Veranstaltungsorten in Graz und teilweise auch in anderen Städten und Orten (2015: Leibnitz, Stainz, Weiz – etwa im 40 km Umkreis) statt.
Ein Programmheft beschreibt die einzelnen Veranstaltungen, auch ihre Eignung für Kinder und liefert einen detaillierten Kalender. Seit 2014 gibt es eine Programm-Mobile App etwa für Smartphones. Das La Strada-Logo findet sich während oder auch vor der etwa 10-tägigen Dauer des Festivals auf Fahnen an den Masten der Herrengasse und auf an Kinder verteilte, typisch orange Ballons. Ein kleiner einachsiger Wohnwagen diente wiederholt als in der Fußgängerzone auffälliger Info-Schalter, dazu kam – mit dem Wortspiel „Lastrad(a)“ – ab 2014 ein dreirädriges Christiania-Lastenrad mit Elektrohilfsantrieb und mit einer zur Rampe aufklappbaren großen Box zwischen den Vorderrädern.
Ein Teil der Aufführungen findet in Parks, auf Straßen und Plätzen (Fußgängerzonen oder temporär für Kfz gesperrte Bereiche) überwiegend bei freiem Eintritt statt. Solche in geschlossenen Räumen und besonders aufwendige sind hingegen in der Regel entgeltlich. Neben Eröffnung und Abschluss sind eher wenige Events einmalig, die meisten Darbietungen werden hingegen mehrfach gespielt. Walking Acts treten eher überraschend in einem Bereich der Innenstadt auf und bewegen das Publikum mitzuwandern.
Spektakulär und gut sichtbar war ein Spieler an der Fassade knapp oberhalb der Geschäftsportale in der zentralen Herrengasse. Sich von einer großen Wand wiederholt und pendelnd abseilende Tänzer vollführten ein vertikales Ballet am Freiheitsplatz. Auch bewegliche Objekte von simplen Fahrrädern bis zum von einem Heliumballon getragenen Trapez werden von Darstellern eingesetzt. Zuseher werden mitunter intensiv involviert, wenn etwa ein ahnungsloser Freiwilliger, von zwei Stelzengehern vom Stainzer Hauptplatz flugs angehoben und plötzlich auf einem Privatbalkon im 1. Stock abgesetzt wird. Gespielt wird schon vormittags doch oft gerade auch bis ins Dunkel der Nacht.

La Strada 2019
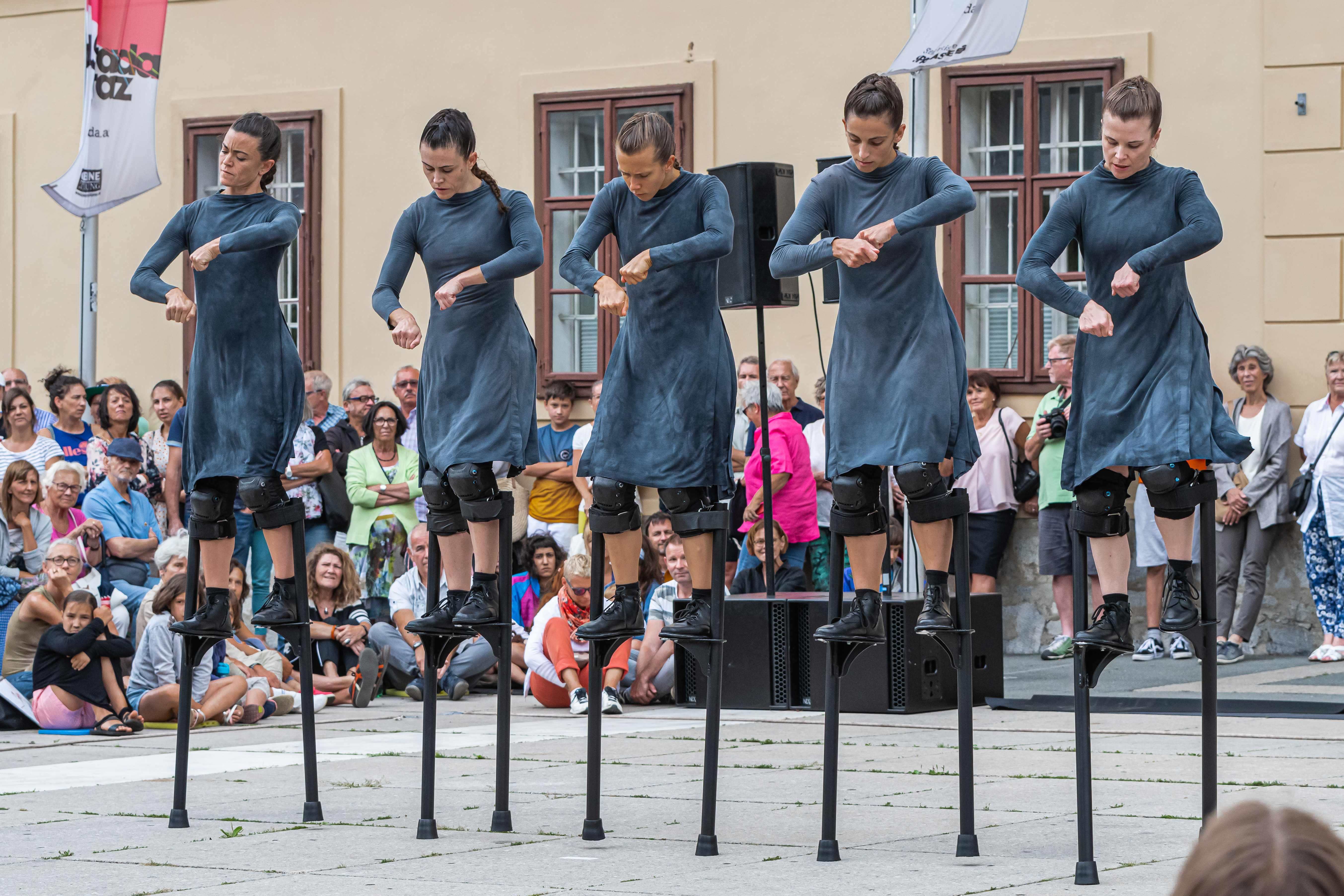
Compañía Maduixa
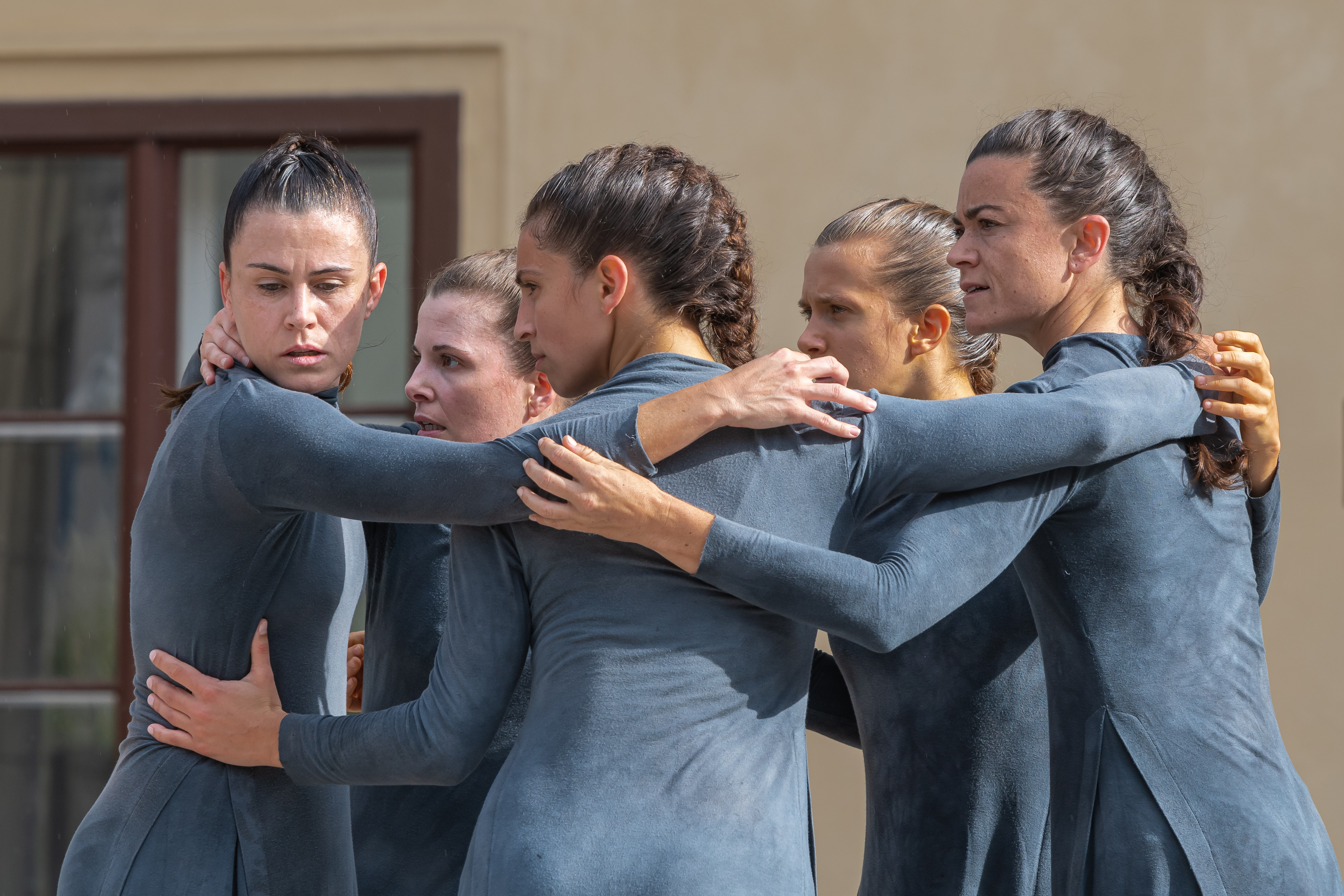
Compañía Maduixa
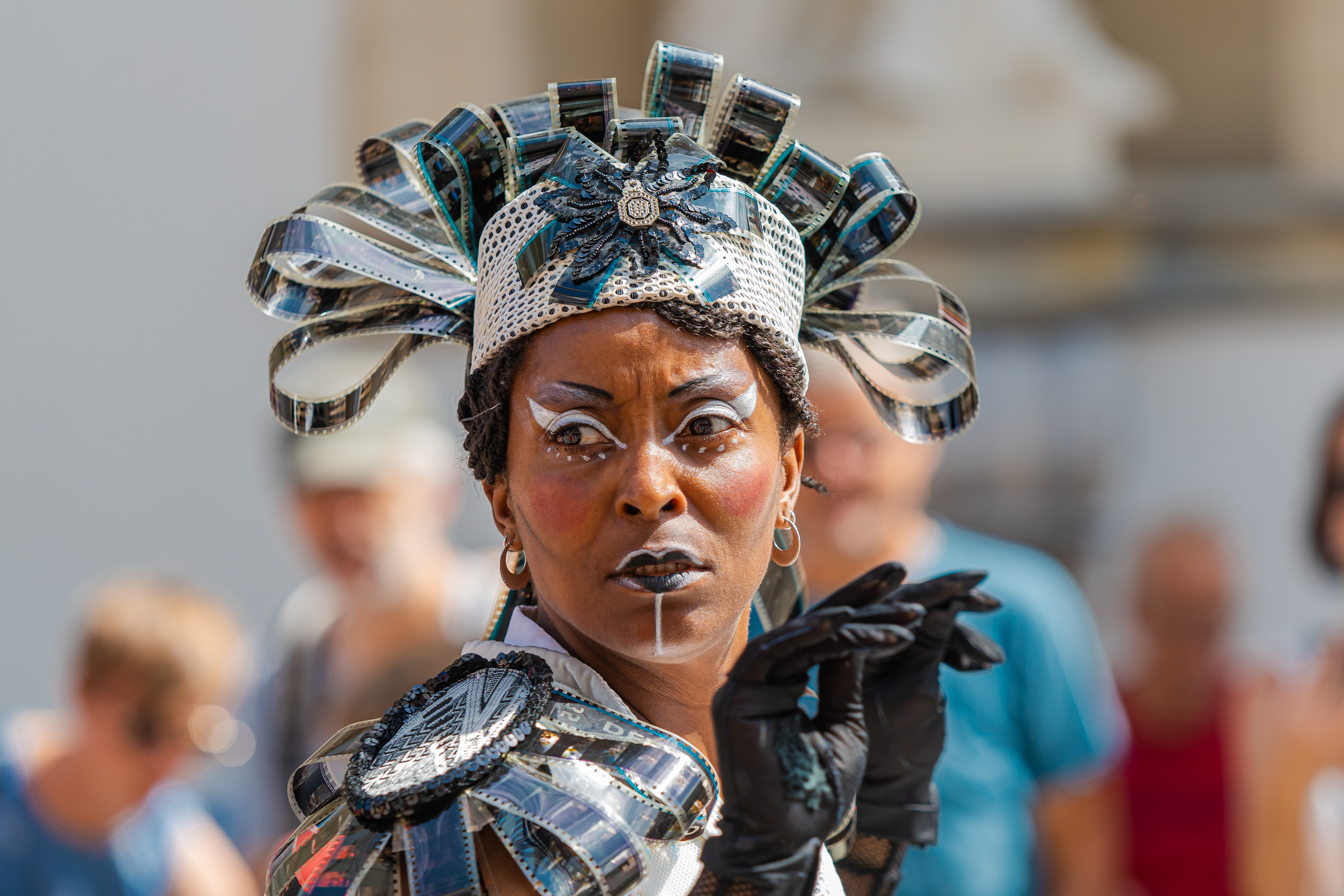
Diva der Gruppe Oposito
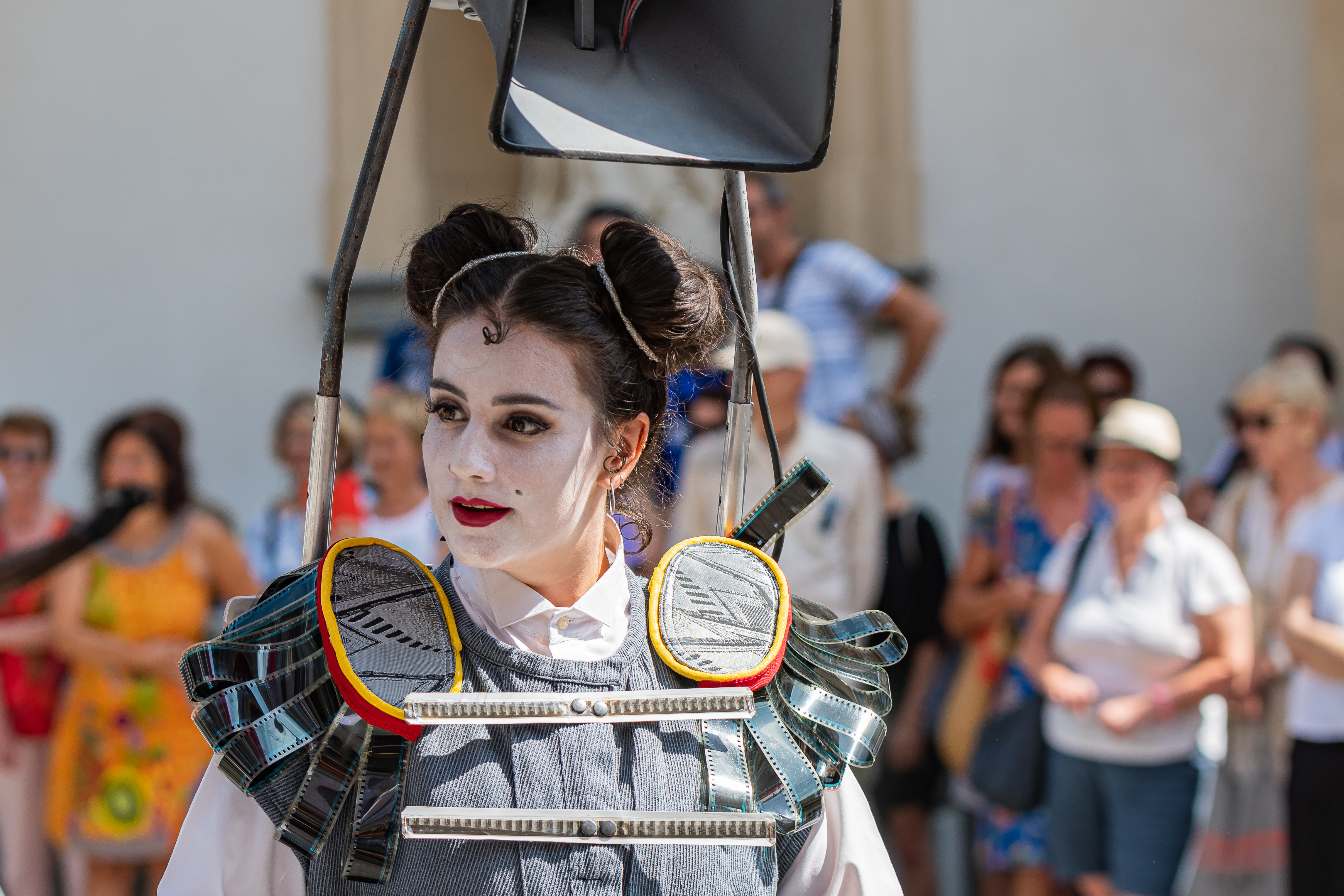
Darstellerin, Gruppe Oposito
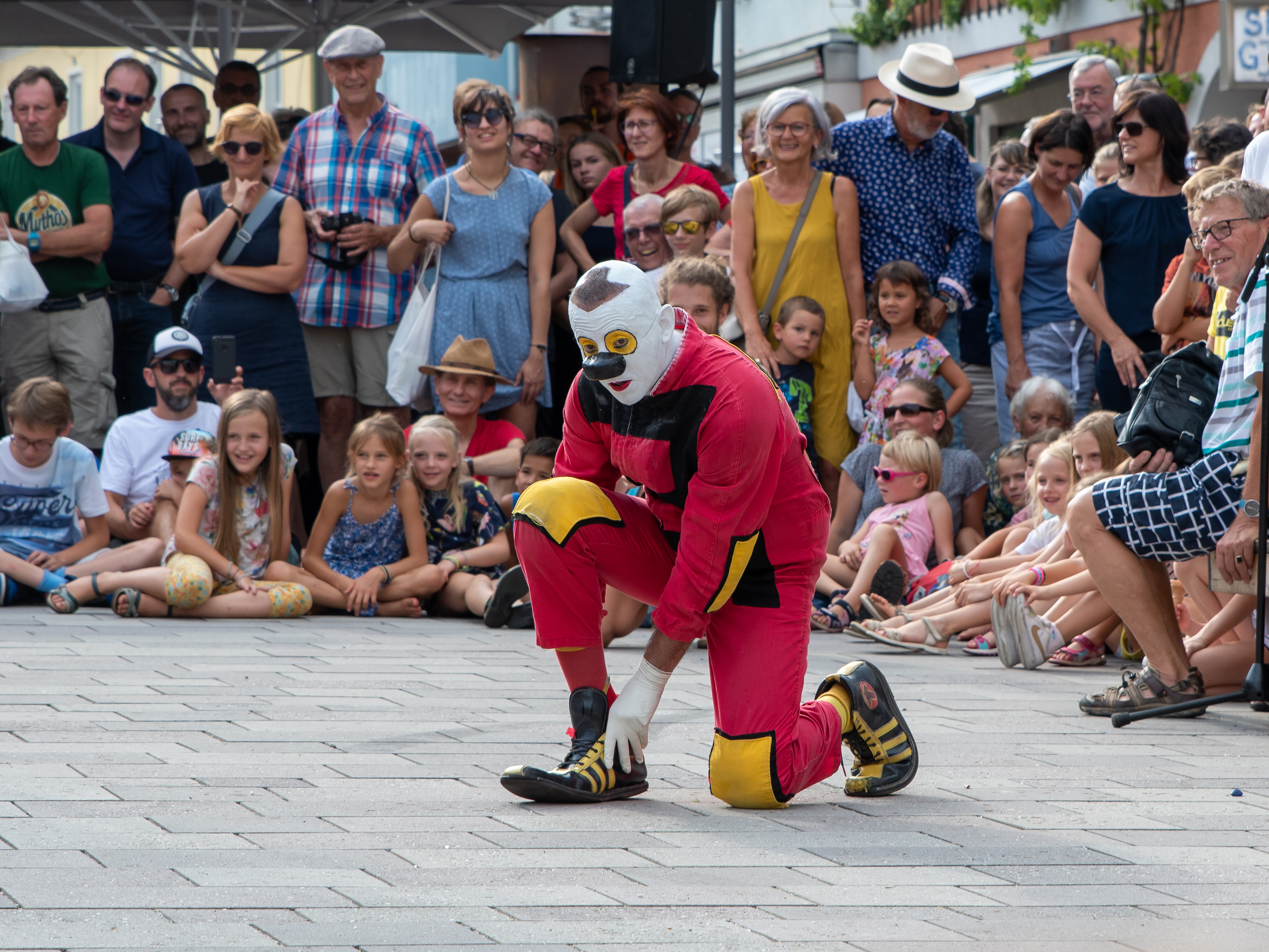
Murmuyo, Auftritt in Stainz
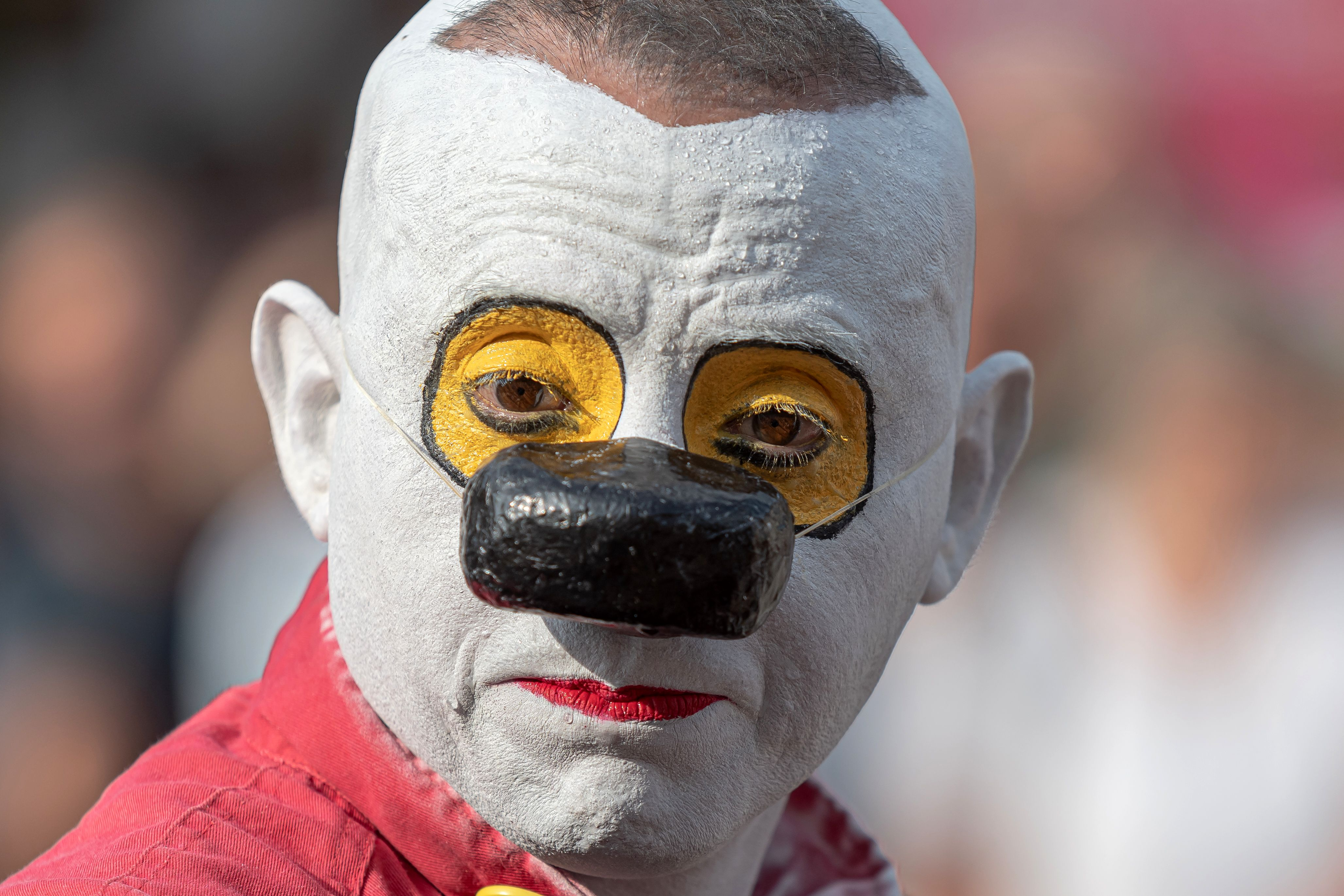
Murmuyo, Auftritt in Stainz